# ヒメフルーツコウモリ属
ヒメフルーツコウモリ属（ヒメフルーツコウモリぞく、Aethalops）は、哺乳綱翼手目オオコウモリ科に分類される属。

## 分布
ブルネイやマレーシア西部に分布する。

## 種
- ボルネオフルーツコウモリ Aethalops aequalis G. M. Allen, 1938
- ヒメフルーツコウモリ Aethalops alecto Thomas,1923
Aethalops alecto alecto Thomas,1923
Aethalops alecto boeadii Kitchener, 1993
Aethalops alecto ocypete Boeadi and Hill, 1986